# ...Baby One More Time
...Baby One More Time é o álbum de estreia da artista musical estadunidense Britney Spears. O seu lançamento ocorreu em 12 de janeiro de 1999, através da Jive Records. Em junho de 1997, enquanto Spears negociava com o empresário Lou Pearlman a sua entrada no grupo feminino Innosense, sua mãe pediu a opinião do advogado de entretenimento e amigo da família Larry Rudolph e enviou-lhe uma fita demo de Spears cantando uma canção de Whitney Houston em um karaokê. Rudolph decidiu entregá-la para gravadoras, e enviou-a juntamente a uma fita demo contendo uma faixa não usada por Toni Braxton. A Jive acabou interessando-se e indicou o produtor Eric Foster White para trabalhar com ela. Depois de ouvir o material gravado, a gravadora contratou Spears em um acordo de diversos álbuns. Ela viajou para a Suécia para trabalhar com outros produtores, como Max Martin, Denniz Pop e Rami Yacoub. O primeiro mostrou-lhe uma faixa chamada "Hit Me Baby One More Time", que havia sido originalmente escrita para o grupo feminino TLC, a qual rejeitou-a. O trabalho foi concluído em junho de 1998.
O disco possui uma sonoridade inspirada por gêneros como dance-pop e teen pop, enquanto a sua instrumentação é composta por baixo, teclado, guitarra elétrica e guitarra acústica. Liricamente, as faixas refletem-se ao amor e a relacionamentos amorosos. As gravações do projeto ocorreram entre agosto de 1997 e junho de 1998 em estúdios nos Estados Unidos e na Suécia sob a produção de The All Seeing I, Jörgen Elofsson, David Kreuger, Kristian Lundin, Per Magnusson, Max Martin, Rami e Eric Foster White.
...Baby One More Time recebeu análises geralmente mistas de críticos musicais, em que alguns prezaram a sua produção e sua natureza pop, enquanto outros consideraram-no "prematuro". Apesar disso, foi indicado em duas categorias nos Grammy Awards de 2000. Obteve um desempenho comercial bastante positivo, atingindo a primeira colocação das tabelas da Alemanha, da Áustria, do Canadá e dos Estados Unidos, enquanto classificou-se nas dez melhores posições em diversos países, como Austrália, Bélgica, França e Reino Unido. Consequentemente, obteve diversas certificações ao redor do mundo, incluindo uma certificação de diamante (14× platina) pela Recording Industry Association of America (RIAA) — tornando-a, então com 17 anos, a artista mais jovem a recebê-lo —, denotando vendas de 14 milhões de unidades em território estadunidense. Em âmbito global, comercializou cerca de 30 milhões de cópias, sendo o álbum mais vendido de Spears e, de acordo com o Livro Guinness dos Recordes, o mais vendido de todos os tempos por um artista adolescente.
A faixa-título foi lançada como o primeiro single do disco e obteve um desempenho comercial positivo, chegando à liderança das tabelas musicais de diversos países ao redor do mundo, incluindo a estadunidense Billboard Hot 100 onde permaneceu por quatro semanas consecutivas. "Sometimes" foi distribuída como a faixa de trabalho seguinte em abril de 1999, e conseguiu listar-se nas dez primeiras posições de várias tabelas. O terceiro single do álbum, "(You Drive Me) Crazy", atingiu a décima colocação na Billboard Hot 100. Embora não tenha sido lançada em território estadunidense, "Born to Make You Happy" serviu como o quarto foco de promoção em diversos territórios europeus, e posicionou-se na liderança da UK Singles Chart. Em divulgação ao produto, a artista apresentou-se em diversos programas televisivos e iniciou as turnês ...Baby One More Time Tour (1999) e Crazy 2K Tour (2000). ...Baby One More Time é fortemente creditado por iniciar a imagem de Spears como um ícone da cultura pop em âmbito internacional e mudar o curso da música pop nos anos seguintes.

## Antecedentes
"Eu estava no estúdio há seis meses, ouvindo e gravando material, mas eu ainda não tinha ouvido um sucesso. Quando eu comecei a trabalhar com Max Martin na Suécia, ele tocou a demo de 'Baby One More Time' para mim, e eu sabia desde o começo que era uma daquelas músicas que você quer ouvir de novo e de novo. Ela parecia ótima. Eu estava no estúdio e a fiz do meu próprio jeito, tentando dar para ela um pouco mais de atitude do que a versão demo. Em 10 dias, eu já não estava mais na Suécia. Nós estávamos muito ocupados".

—Spears falando sobre a sua sensação ao ouvir a faixa-título.
Nascida em McComb, Mississippi no dia 2 de dezembro de 1981, Spears fez a sua estreia nos palcos locais aos cinco anos, cantando "What Child is This?", de Johnny Mathis, em sua formatura do jardim de infância. Em uma entrevista, ela falou acerca de suas ambições quando criança: "Eu estava no meu próprio mundo. [...] Eu descobri o que queria fazer em uma idade precoce". Aos oito anos, ela e sua mãe viajaram para Atlanta, Geórgia na intenção de fazer um teste para a nova versão do programa infantil The Mickey Mouse Club. O diretor de elenco Matt Casella rejeitou-a por ser muito jovem para fazer parte da série na época, mas enviou-a para Nancy Carson, uma agente de talentos nova-iorquina. Carson ficou impressionada com os vocais de Spears e sugeriu que ela fosse matriculada na escola Professional Performing Arts School; pouco depois, Lynne e suas filhas se mudaram para uma sublocação em Nova Iorque. Spears foi contratada para o seu primeiro papel profissional como substituta da então protagonista Tina Denmark no musical Ruthless!. Ela também apareceu como concorrente no popular programa televisivo Star Search e participou de numerosos comerciais. Em dezembro de 1992, finalmente fez parte do The Mickey Mouse Club, mas retornou a Kentwood depois que o programa foi cancelado em 1994. Então, foi matriculada na Parklane Academy em McComb, Mississippi. Embora tenha feito amizades com grande parte de seus colegas de classe, ela comparou o colégio com "a cena inicial de Clueless com todos os grupinhos. [...] Eu estava muito entediada. Eu era a armadora do time de basquete. Tinha meu namorado, e fui aos bailes natalinos e formais. Mas eu queria mais". Quando adolescente, Spears foi diagnosticada com transtorno do déficit de atenção com hiperatividade, e teve de tomar remédios prescritos para se tratar.
Em junho de 1997, Spears estava negociando com o empresário Lou Pearlman a sua entrada no grupo feminino de música pop Innosense. Sua mãe, Lynne pediu a opinião do amigo da família e advogado de entretenimento Larry Rudolph e enviou-lhe uma fita demo de Spears cantando uma canção de Whitney Houston em um karaokê, além de algumas fotos. Rudolph decidiu enviá-la a gravadoras e, para isso, precisava de uma fita demo profissional. Ele entregou à Spears uma música não usada por Toni Braxton; ela ensaiou por uma semana e gravou seus vocais em um estúdio com um engenheiro de som. Spears viajou para Nova Iorque com a fita e encontrou-se com executivos de quatro gravadoras, retornando para a sua casa em Kentwood no mesmo dia. Três delas a rejeitaram, por acreditar que o público queria bandas pop como Backstreet Boys e Spice Girls, e que "não haveria outra Madonna, outra Debbie Gibson ou outra Tiffany". Duas semanas depois, executivos da Jive Records retornaram as ligações de Rudolph. Jeff Fenster, vice-presidente sênior de A&R da gravadora, explicou o interesse: "É muito raro ouvir alguém com aquela idade que pudesse mostrar conteúdo emocional e apelo comercial. [...] Para qualquer artista, a motivação — o 'olho do tigre' — é extremamente importante. E Britney tinha".

## Gravação e composição
"Definitivamente. Quando assinei o contrato, estávamos tentando encontrar que tipo de material eu precisava, tentando começar, mas depois de seis meses, quando realmente comecei a perceber que precisava começar a escrever, já era tarde demais. Eles já tinham a maioria das músicas escolhidas para o álbum".

—Spears em uma entrevista , na qual explica a ausência de participações sua nas letras do álbum.
Os executivos da Jive sugeriram que Spears trabalhasse com o produtor Eric Foster White por um mês, o que poderia transformar seu alcance vocal de "inferior e menos pop" para "[uma voz] distinta e inequivocamente Britney". Após ouvir o material gravado, o presidente Clive Calder ordenou um álbum completo. Ela voou para os Cheiron Studios em Estocolmo, Suécia. Lá, a artista gravou metade do projeto entre março e abril de 1998, ao lado de produtores como Max Martin, Denniz PoP e Rami Yacoub. Spears gravou dez canções com White, incluindo "Autumn Goodbye", "E-Mail My Heart", "From the Bottom of My Broken Heart", "I'm So Curious", "I Will Still Love You", "Soda Pop" e "Thinkin' About You". Ela também regravou "The Beat Goes On", single lançado em 1967 por Sonny & Cher. O produtor responsabilizou-se pela gravação vocal e produção da faixa, enquanto o grupo musical inglês The All Seeing I encarregou-se da produção adicional. Martin mostrou à Spears e sua gestão uma faixa intitulada "Hit Me Baby One More Time", que havia sido originalmente escrita para o grupo estadunidense TLC, o qual acabou rejeitando-a. Mais tarde, Spears declarou que sentiu-se animada quando a ouviu, e que sabia que seria um sucesso. Embora não tenha participado da composição de nenhuma das faixas do álbum, a cantora opinou nas letras de algumas faixas, como "Born To Make You Happy", conforme explicou à Rolling Stone; "Pedi que mudassem a letra. Era uma música sexual. Eu disse: 'Isso pode ser um pouco constrangedor para mim'. Por causa da questão da imagem, não quero exagerar. Se eu for tachada de a Miss Prima Donna, isso não será inteligente. Quero crescer no meu tempo". Ela havia inicialmente se imaginou desenvolvendo "uma música [similar a] de Sheryl Crow, mas mais jovem e mais contemporânea para adultos", mas ela foi motivada pelos produtores de sua gravadora a aderir a música pop, o que ela ficou feliz, dizendo: "Fazia mais sentido ir para o pop, porque eu posso dançar com isso- é mais [haver] comigo". Ao analisar o projeto, Stephen Thomas Erlewine, do banco de dados AllMusic, descreveu sua sonoridade como uma "mistura de dance-pop contagiante com influências de rap e baladas suaves". A jornalista Annie Zaleski, do Stereogum, sentiu "que Spears está experimentando diferentes personas sonoras para ver do que ela gosta, semelhante a alguém experimentando roupas diferentes antes de um encontro". No âmbito lírico, a maioria de suas canções abordam temas como amor e relacionamentos do ponto de vista de um adolescente.
O álbum inicia-se com a faixa-título, uma canção dance-pop que incorpora elementos de deep-pop num ritmo de 93 batidas por minuto e mantém a presença constante do baixo e linhas de sons de guitarra wah-wah, num segmento sonoro que à Rolling Stones apontou como "semelhante à sons de máquinas de eletrocardiograma". Em resumo, narra a história de uma menina que se separou do namorado e agora busca uma reconciliação. A maneira como o tema é tratado revela certa submissão, como evidente nos versos: "Eu não deveria ter deixado você ir / E agora você sumiu de vista, sim / Me mostre como você quer que as coisas sejam / Me diga, amor, porque eu preciso saber agora / Oh, porque/ E agora você está fora de vista / A razão do meu viver é você/ Garoto você me cegou". Para Claudia Mitchell e Jacqueline Reid-Walsh, autoras de Girl Culture: Studying Girl Culture: A Reader's Guide (2008), a letra da canção "é um gesto em direção ao anseio [de Spears] pelo retorno de um ex-namorado". Os versos da segunda faixa, "(You Drive Me) Crazy", remetem ao amor romântico. A canção se dirige a um homem que a deixa louca e sem sentidos: "Você me conduz a loucura, simplesmente não posso dormir / Estou tão excitada, tão profundamente / Ohh... louca, mas tudo certo / Baby, pensar em você me mantém acordada a noite inteira". Desaparecem as incertezas em relação a um amor perdido ou que se tem vontade de conquistar. Musicalmente, é uma música dance pop com influências de R&B e rock misturados com instrumentais sintetizados.
"Sometimes" é uma balada romântica sobre um coração partido. A letra diz que a cantora realmente deseja ficar com o seu amado: "Tudo que eu realmente quero, é te abraçar forte/ Te tratar bem, estar com você dia e noite". Porém, o processo de aproximação deve acontecer no ritmo dela, cabendo ao homem entender e aceitar seus desejos: "Mas se você realmente me quer, vá com calma/ Há algumas coisas sobre mim que você precisa saber/ Às vezes eu corro/ Às vezes eu me escondo/ Às vezes eu tenho medo de você; Baby, tudo o que eu preciso é de tempo". Sua produção combina 96 batidas por minuto com uma sonoridade que remete ao estilo bubblegum pop. "Soda Pop" é uma canção que contém influências do bubblegum pop e dancehall e contém letras que referenciam a natureza viciante do refrigerante; "Abra um refrigerante, veja-o soltar gás e estourar / As horas estão passando e não podemos parar". Possui vocais de fundo fornecidos por seu co-escritor, Mikey Bassie. Sustentada por um arranjo em progressão harmônica, "Born to Make You Happy" contém 88 batidas por minuto com alcance vocal entre o intervalo de uma oitava e ganchos repetitivos. Seu lirismo discorre sobre um relacionamento de uma mulher que está tentando desesperadamente consertar, sem entender direito o que deu errado e chegando à conclusão; "Não sei viver sem o seu amor / nasci para te fazer feliz".
A sexta canção é "From the Bottom of My Broken Heart". É uma balada, cujas letras abordam a perda do primeiro amor, que segue o seu ritmo em 76 batidas por minuto. "I Will Be There" apresenta um riff de guitarra semelhante a "Torn" (1997), de Natalie Imbruglia, com um "um refrão vibrante e ressonante sobre proteger seu namorado (ou melhor amigo, ou animal de estimação)" como observado por Kyle Anderson, da emissora televisiva estadunidense MTV. As duas faixas seguintes, "E-Mail My Heart" e "Thinkin' About You", são baladas que exibem o amor como tema. A primeira citada é uma balada de piano sensível onde a protagonista canta: "Me mande um e-mail de volta / E diga que o nosso amor vai permanecer vivo". Em "I Will Still Love You", Spears divide os vocais em dueto com Don Philip, sobre um amor eterno tão pesado que o encontro parece uma prisão perpétua. Em termos musicais, é uma ode à música disco. Para encerrar o disco, a artista realiza uma regravação de "The Beat Goes On", interpretada originalmente por Sonny & Cher em 1965. Aqui, o tema é retrabalhado com a sonoridade bossa nova e trip hop, o que foi comparado trilha sonoras de filmes de espionagem.

## Lançamento, arte e promoção

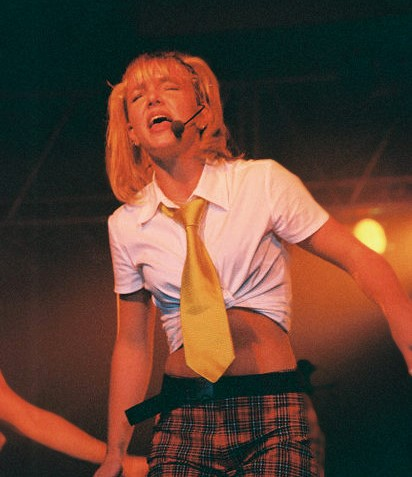
Spears apresentando "…Baby One More Time" durante a turnê Hair Zone Mall Tour (1999).

A promoção de ...Baby One More Time começou em maio de 1998, quando Spears tocou "...Baby One More Time", "Sometimes" e "You Got It All" no festival Singapore Jazz Festival. Posteriormente, ela embarcou em uma turnê promocional patrocinada pela L'Oréal, intitulada Hair Zone Mall Tour, que visitou praças de alimentação de shoppings em toda a América do Norte de junho a agosto, onde cantava sucessos de seu álbum para que ao final do espetáculo seus fãs fossem estimulados a comprá-lo nas lojas do shopping, podendo receber autógrafos, brindes e tirar fotos com a cantora. Em dezembro, o vídeo musical de "...Baby One More Time" apareceu pela primeira vez entre os mais solicitados pela audiência da MTV e The Box. Nos Estados Unidos, o álbum em si foi originalmente programado para ser lançado em outubro de 1998, mas foi adiado para 12 de janeiro de 1999, devido a questões de marketing, com seu lançamento internacional ocorrendo nos três meses seguintes. Sua distribuição inicial ocorreu nos formatos CD e fita cassete, enquanto sua edição em vinil só foi distribuída em 3 de novembro de 2017. Para a foto que ilustra a capa do material foram selecionadas duas imagens distintas; a edição estadunidense do produto contém um fundo rosa, exibindo a artista de corpo inteiro, com as pernas dobradas e sustentando o corpo com as mãos. Spears, sorridente, usa uma saia curta, sapatos de salto alto, camiseta branca e colete vermelho, sem muita sofisticação. A qual a acadêmica Priscila Biancovilli, autora do artigo It's Britney bitch: O Poder da Mídia na Construção e Destruição de Celebridades, sentiu "como se transmitisse a noção de que a cantora é uma adolescente normal, não muito diferente de qualquer menina da mesma idade". A segunda capa — estampada nas prensagens do restante do mundo —, possui fundo branco e uma foto de Spears em que aparece seu rosto e as mãos unidas como em uma prece.  Ela veste uma camiseta branca — também sem maiores sofisticações —, e apresenta um semblante mais sério. Biancovilli opina; "Talvez a utilização da cor branca e das mãos unidas em frente ao rosto tenha como objetivo transmitir uma ideia de inocência, noção bastante explorada nas letras e videoclipes deste álbum".

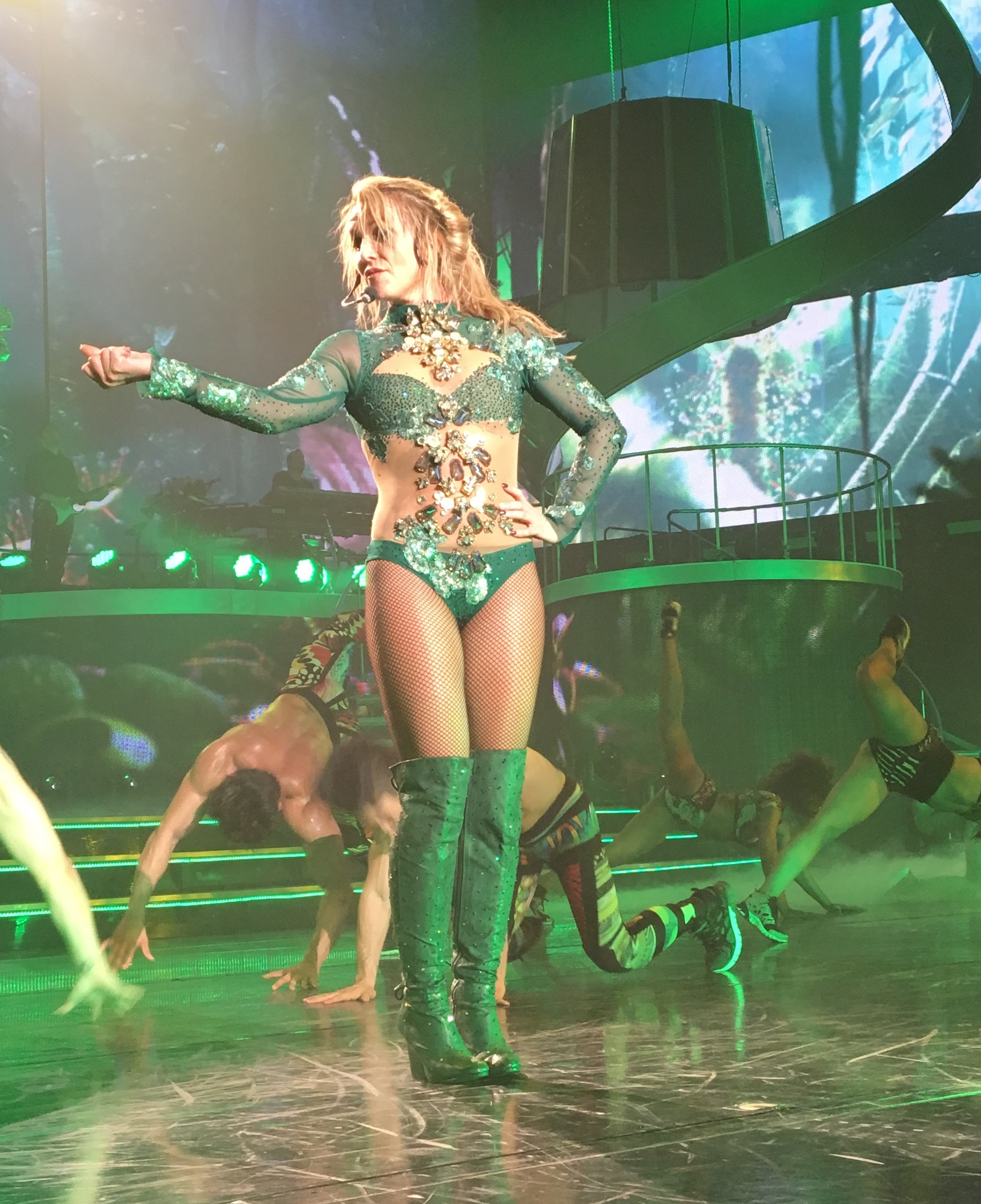
Spears apresentando "(You Drive Me) Crazy" em um show de sua residência em Las Vegas, Britney: Piece of Me, em fevereiro de 2016.

Spears continuou promovendo o disco nos programas Ricki Lake, The Howie Mandel Show, e foi apresentadora da 26.ª cerimônia dos American Music Awards antes do lançamento. No entanto, após machucar o joelho em fevereiro, ela remarcou aparições em várias atrações, como The Tonight Show with Jay Leno e Live with Regis and Kathie Lee. Além disso, ela apareceu no MTV Spring Break, da MTV, e no centésimo episódio de All That da Nickelodeon. Depois de se recuperar, a cantora embarcou em outra programação promocional, aparecendo nos Kids' Choice Awards em 1º de maio, Live with Regis and Kathie Lee no dia 3, no FANatic da MTV em 12 de maio e no The Rosie O'Donnell Show em 25 seguinte. Na Europa, visitou os programas alemães Wetten, dass..? e Top of the Pops em 25 de junho, bem como os britânicos This Morning, CD:UK e National Lottery. Esteve no programa de variedades musicais Hey! Hey! Hey! Music Champ no Japão e no Festival Bar na Itália. Em 24 de setembro, Spears apareceu em um episódio da série Sabrina, the Teenage Witch, exibida pela ABC, na qual interpretou a si mesma. De acordo com a revista People, tal aparição deu-se como uma forma da cantora retribuir um favor à atriz Melissa Joan Hart, que fez uma participação especial no videoclipe de "(You Drive Me) Crazy". No mesmo mês, Spears retornou ao The Rosie O'Donnell Show, do dia 27, e visitou Carson Daly, no Total Request Live, da MTV, no dia seguinte. Ela tocou ao vivo em um show ao lado de Joey McIntyre, que foi gravado e exibido pelo Disney Channel sob o nome Britney Spears & Joey McIntyre in Concert. Em novembro, executou uma mistura de "...Baby One More Time" e "(You Drive Me) Crazy" na cerimônia daquele ano dos MTV Video Music Awards. A promoção do projeto seguiu até o início de 2000, quando cantou uma mescla de "...Baby One More Time" e "From the Bottom of My Broken Heart" na 42.ª edição dos Grammy Awards, ocorrida em 23 de fevereiro.
Em 5 de março de 1999, foi relatado que Spears estava planejando sua primeira turnê como atração principal, nomeada ...Baby One More Time Tour, que foi anunciada para iniciar em julho. Em 12 de maio, Tommy Hilfiger foi divulgado como o seu principal patrocinador, já que a cantora estava aparecendo na campanha "AllStars" da empresa na época. A extensão, intitulada Crazy 2k Tour, foi considerada um prelúdio para sua futura turnê mundial, Oops!... I Did It Again Tour. O principal patrocinador dessa etapa foi a Got Milk?, cujo diretor de mídia Peter Gardiner explicou: "Britney tem uma magia entre as meninas adolescentes e esse é um alvo absolutamente crucial para o [consumo de] leite". A cantora filmou uma campanha publicitária para ser exibida antes do início de suas apresentações. O patrocinador secundário foi a Polaroid, que lançou o I-Zone como a câmera oficial da turnê. De modo a promover ainda mais tal produto, em um determinado momento do show, ela o usava no palco para tirar fotos do público. O concerto era dividido em segmentos, separados por interlúdios, e terminava com um bis. O set list consistia em músicas de ...Baby One More Time e várias regravações. Algumas mudanças foram feitas durante a etapa de 2000, com as regravações substituídas por canções de seu segundo álbum de estúdio, Oops!... I Did It Again (2000). A turnê teve recepção positiva da crítica especializada; no entanto, a cantora foi acusada de realizar sincronia labial durante as apresentações, embora ela tenha negado tais alegações. Em 20 de abril, o show realizado no Hilton Hawaiian Village em Honolulu, Havaí, foi gravado. Contudo, ele foi ligeiramente alterado em relação à versão da turnê e apresentou figurinos diferentes. Em 5 de junho, a Fox o exibiu na íntegra, sendo reapresentado diversas vezes durante o ano. Em 21 de novembro, a Jive Records liberou o filme-concerto Britney Spears: Live and More!, que incluía o especial supracitado. Mais tarde, a Recording Industry Association of America (RIAA) reconheceu a venda de 300 mil unidades do produto em terras estadunidenses com a emissão de três certificados de platina.

## Recepção

### Crítica profissional
| Críticas profissionais     | Críticas profissionais |
| Avaliações da crítica      | Avaliações da crítica  |
| Fonte                      | Avaliação              |
| -------------------------- | ---------------------- |
| AllMusic                   | [ 15 ]                 |
| Christgau's Consumer Guide | Positivo               |
| Entertainment Weekly       | B+                     |
| Los Angeles Times          | [ 60 ]                 |
| NME                        | 1/10                   |
| Q                          | [ 62 ]                 |
| Rolling Stone              | [ 63 ]                 |
| Sputnikmusic               | 2/5                    |

...Baby One More Time recebeu análises geralmente mistas de críticos musicais especializados, em que alguns prezaram a sua produção e sua natureza pop, enquanto outros consideraram-no "prematuro". Stephen Thomas Erlewine, do banco de dados Allmusic, deu ao álbum quatro de cinco estrelas totais e comentou que nele está a mesma "mistura de dance-pop contagiante com influências de rap e baladas suaves" que impulsionou para o sucesso a banda New Kids on the Block e a cantora Debbie Gibson. Prezando, ainda, a produção de Martin, a quem considerou ter um "talento especial para refrões e melodias cativantes" e o singles que, somados ao carisma de Spears, "compensam a cota de preenchimento" presente em uma parte da obra. Numa resenha para a sua página, Robert Christgau comentou que, no disco, Spears soa como uma "nova Madonna", especialmente em canções como "…Baby One More Time" e "Soda Pop", enquanto que Craig McDennis, do jornal The Hamilton Spectator, resumiu seu conteúdo como "um compêndio simples de soul/pop clichês, servido com um entusiasmo vertiginoso e acelerado que lembra Debbie Gibson".
Kyle Anderson, editora da MTV News, revelou que "foi surpreendida em mais de uma maneira", desde a primeira vez em que ouviu …Baby One More Time, expressando que "esperava que houvesse um monte de coisas bobas para preenchê-lo (mais ou menos existe), mas eu não esperava que fosse tão surpreendente (pelo menos sonoramente), como acabou sendo. Nunca houve qualquer mistério de saber por que Spears se tornou uma superestrela, mas essas músicas teriam provavelmente feito sucesso, mesmo se ela usasse sacos de estopa em todos os seus vídeos". Em matéria para a revista Billboard, Paul Verna descreveu o disco como "um aperitivo de futuros sucessos das paradas musicais, recheado de elementos extraídos da faixa-título". Beth Johnson, da revista britânica Entertainment Weekly, observou que a cantora "soa como a irmã mais nova dos Backstreet Boys", o que em sua opinião "não foi surpreendente depois que, o criador de sucessos, Max Martin escreveu para ela uma [música de] estreia de sucesso". Dando duas estrelas de cinco totais, Nathalie Nichols, do jornal Los Angeles Times, emitiu uma revisão mista a obra, definindo seu escopo como sendo formado por "músicas dançantes animadas, baladas sem emoção e uma canção de Sonny & Cher atualizada", ao mesmo tempo em que "remete a Madonna e Mariah Carey nos anos 1980".
Emitindo a mesma classificação, Barry Walters, da Rolling Stone, opinou que a sonoridade do projeto remete aos "dias de glória de Samantha Fox", enquanto "evocam o pior de Debbie Gibson, mesmo quando Spears imita as táticas [vocais] de sua ídola Mariah Carey". Acrescentando que as canções "criadas pela Cherion servem refrões robustos, músicas lentas e desavergonhadas, como "E-Mail My Heart", que são bobagens pura". Amanda Murray, da Sputnikmusic, entregou uma nota 2 de 5 para …Baby One More Time a qual descreveu como sendo — "com exceção da fantástica faixa-título —, um apunhalado de canções pop bem escritas e executadas de forma nada impressionante ou de canções pop escritas de forma nada impressionante e executadas com competência". Um revisor da revista britânica NME avaliou o conjunto de forma negativa, atribuindo-lhe uma nota 1 de 10 e refletindo; "Parece que chegamos a um ponto de crise: a música pop adolescente é agora tão onipresente que Britney Spears, de 17 anos, está na metade de sua lucrativa carreira no showbiz". O profissional também considerou o lançamento do álbum prematuro, prevendo: "Adianto que quando ela vier a viver a vida miserável que todos acabamos vivendo, sua voz ficará com cicatrizes, ela deixará de parecer tão presunçosa, encontrará consolo nas drogas, e nós ficaremos ainda mais felizes por ela. Agora cresça, menina. Rápido!".

### Prêmios e indicações
Em 1999, ...Baby One More Time venceu o prêmio de melhor álbum nos Teen Choice Award, enquanto nos Juno Award faturou uma indicação não vitoriosa a Álbum Mais Vendido (estrangeiro ou nacional). Contudo, a artista recebeu o troféu de Artista Feminina de Álbuns do Ano nos Billboard Music Award. No ano seguinte, o trabalho foi nomeado a Álbum pop/rock Favorito e CD Favorito, nos American Music Awards e Blockbuster Entertainment Award, respectivamente, não conquistando nenhum. A obra ainda rendeu duas indicações a intérprete durante a 42.ª edição dos Grammy Awards; Artista Revelação, a qual perdeu para Christina Aguilera, e Melhor Performance Pop Vocal Feminina, com a faixa-título do disco perdendo para "I Will Remember You (Live)", de Sarah McLachlan.

## Singles

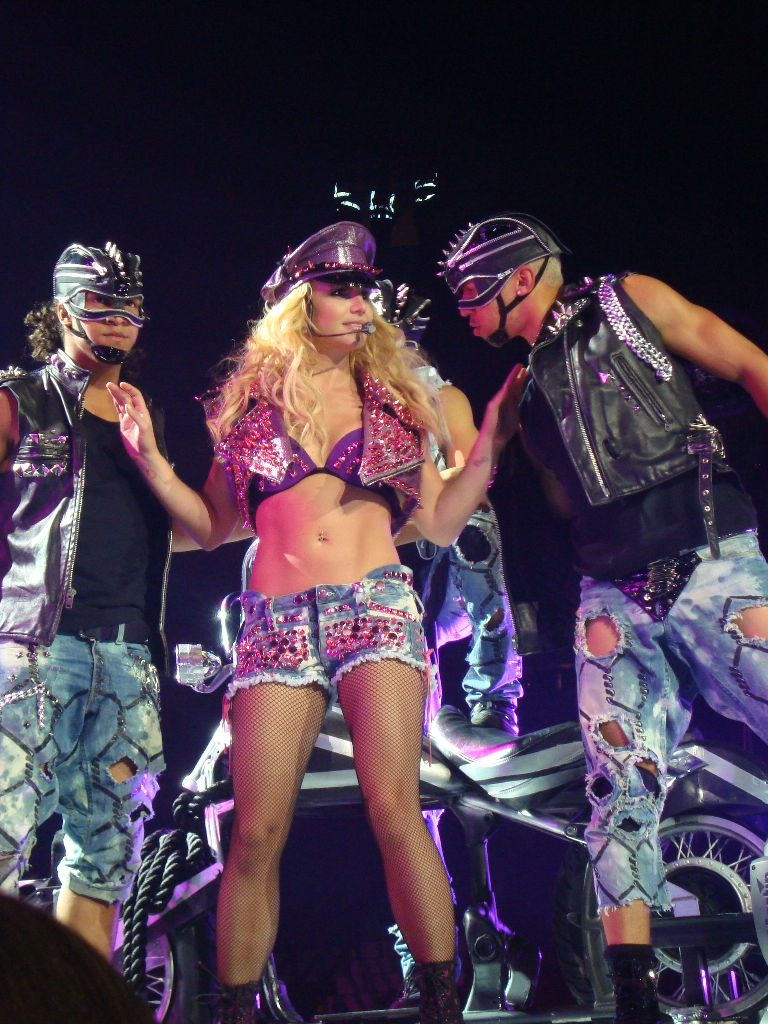
Spears ladeada de alguns de seus dançarinos enquanto canta "...Baby One More Time" durante a turnê Femme Fatale Tour, 2011

A faixa-título foi lançada como o primeiro single de ...Baby One More Time e da carreira de Spears em 10 de setembro de 1998. Recebeu críticas geralmente favoráveis da mídia especializada, a qual prezou sua composição, seu som e sua produção. Em retrospecto, foi listada como uma das 500 melhores canções de todos os tempos pela revista Rolling Stone e qualificada pelo canal VH1 como a segunda melhor canção dos anos 1990. No âmbito comercial, converteu-se em um enorme sucesso na maior parte do mundo; culminou nas tabelas musicais de 20 países, incluindo os mercados musicais mais importantes como Alemanha, Austrália, Canadá, França e Reino Unido. Nos Estados Unidos, tornou-se a primeira canção da cantora a liderar a Billboard Hot 100, onde permaneceu por duas semanas consecutivas. Mundialmente, comercializou mais de dez milhões de unidades, sendo um dos singles mais vendidos de todos os tempos. O vídeo musical correspondente foi dirigido por Nigel Dick e lançado em novembro de 1998. Apresenta cenas de Spears como uma estudante do ensino médio que começa a cantar e dançar pela escola, enquanto observa de longe seu interesse amoroso.
"Sometimes" foi lançado como o segundo single do álbum em 6 de abril de 1999. Críticos reagiram de forma positiva a mesma, citando sua produção e mensagem lírica como destaques. Embora tenha falhado em superar o tremendo sucesso de seu predecessor, a faixa teve um desempenho comercial positivo em todo o mundo, ocupando o 2.º lugar na Austrália e o 3.º no Reino Unido, porém na Billboard Hot 100 foi um sucesso moderado e alcançou apenas o 21.º lugar. O videoclipe que acompanha a música foi dirigido por Dick. Durante os ensaios, em 11 de fevereiro de 1999, a cantora lesionou o joelho esquerdo e precisou de uma cirurgia. Depois de passar por um período de recuperação em Kentwood, Louisiana, o vídeo foi filmado de 9 a 10 de abril em Malibu, Califórnia. Ele estreou no Total Request Live da MTV em 6 de maio. A estética da gravação remete a uma atmosfera de pureza e inocência, de forma ainda mais intensa que no vídeo anterior. Com imagens de Spears e seus dançarinos, todos de branco, coreografando sobre um píer em uma praia. Outras partes exibem-na ora sentada na areia, observando o homem querido, ora segurando uma bola grande de brincadeiras infantis, ora no gramado, posicionada sobre um pano de piquenique.
Em maio de 1999, Martin e a cantora regravaram os vocais de "(You Drive Me) Crazy", para uma versão reproduzida com o subtítulo "The Stop! Remix", que foi incluída na trilha sonora do filme de comédia romântica Drive Me Crazy (1999). O remix foi liberado, em 23 de agosto, como a terceira música de trabalho de ...Baby One More Time. Os críticos musicais a receberam de forma positiva, alguns dos quais elogiaram sua fórmula simples e notaram semelhanças com "...Baby One More Time". A composição obteve um desempenho comercial moderado, listando-se nas cinco primeiras colocações de países como Canadá, França e Reino Unido. Nos Estados Unidos, tornou-se o segundo tema de Spears a aparecer no top dez da Billboard Hot 100, onde alcançou a décima posição. Seu vídeo musical correspondente foi também dirigido por Dick e debutou em 18 de julho, no programa Making the Video da MTV. O início da produção mostra a cantora e suas dançarinas fantasiadas de garçonete em um bar, cada uma com uma bandeja e uma garrafa de bebida (supostamente alcoólica). Em seguida dirige-se até o camarim para pentear os cabelos e trocar de roupa, junto com um grupo de meninas. O restante do clipe a exibe dançando e cantando no palco de um bar, seguida por uma equipe de dançarinos – com uma placa de luzes ao fundo.
Lançado exclusivamente na Europa, "Born To Make You Happy" foi liberado em 6 de dezembro como o quarto foco de promoção do projeto. Como parte de sua recepção crítica, foi prezado como "um clássico prematuro" enquanto outros criticaram a mensagem da música. Obteve sucesso em toda a Europa, liderando as paradas na Irlanda e no Reino Unido e alcançando o top cinco em 15 países, incluindo Áustria, Bélgica, Itália e Suíça. O videoclipe que o acompanha, dirigido por Bille Woodruff, narra um sonho da cantora, onde ela se reencontra com seu namorado, enquanto canta e dança em ambientes futuristas. Em 15 do mesmo mês, "From the Bottom of My Broken Heart" se tornou o quarto e último single na América do Norte e Oceania. A canção recebeu críticas mistas, que prezaram seu potencial para o sucesso, apesar de considerá-la nada especial como outras baladas do álbum. Por causa de seu lançamento direcionado a poucos mercados, alcançou resultados moderados, constando nas quinze primeiras ocupações da Billboard Hot 100. Dirigido por Gregory Dark, seu vídeo retrata a intérprete arrumando seus pertences enquanto se prepara para se mudar de casa, sentindo-se chateada porque sabe que ficará distante de seu primeiro amor. Tornou-se motivo de polêmica entre a imprensa, que criticou a cantora por contratar um cineasta de filmes adultos para dirigi-la. Seu assessor de imprensa esclareceu que ela não tinha ciência do envolvimento de Dark nesse tipo de trabalho.

## Impacto e legado
"O álbum lançou mais do que apenas uma única estrela — com Spears, inaugurou uma era inteira de tudo, desde classificações da realeza pop ao caos dos paparazzi e mudanças de atitudes sobre feminilidade e doenças mentais. Tanta coisa que conhecemos e falamos sobre a música pop e o assunto ao redor dos tablóides foi influenciado em parte por Spears".

—Steffanee Wang, da revista Nylon.
Spears se tornou um ícone internacional da cultura pop imediatamente após o lançamento de ...Baby One More Time e da canção de mesmo nome. A Rolling Stone a considerou "inquestionavelmente uma das cantoras mais controversas e bem-sucedidas do século XXI" e que, com o álbum, ela "provou que veio para ficar". Pensamento ecoado por Dave Holmes, da Esquire, que, após 20 de seu lançamento, sentiu que o mesmo "deu início à última mega tendência dominante da monocultura". O Los Angeles Daily News observou que a obra tornou a cantora "a adolescente mais famosa do mundo" na época. Barbara Ellen, do The Observer, relatou: "Spears é notoriamente uma das mais maduras adolescentes que já existiram. [...] Em termos de foco e determinação. Muitos jovens de 19 anos ainda nem começaram a trabalhar, ao passo que Britney, ex-Mouseketeer, era o mais incomum e volátil dos fenômenos americanos — uma criança com uma carreira em tempo integral. Enquanto outras meninas colocavam pôsteres em suas paredes, Britney queria ser o pôster na parede. Enquanto outras crianças se desenvolvem em seu próprio ritmo, Britney estava se desenvolvendo em um ritmo definido pela ferozmente competitiva indústria do entretenimento americana". Escrevendo para o canal Logo TV, Lester Fabian Brathwaite elaborou: "Imagine se o primeiro álbum de Michael Jackson fosse Thriller (1982). Se ele simplesmente aparecesse, aparentemente do nada, com "Beat It" e se tornasse um superstar instantâneo. Isso é o que …Baby One More Time foi para Spears. Ela foi um sucesso na primeira tentativa".
O apelo de ...Baby One More Time sobre os adolescentes da época foi notado pela mídia. Para a Billboard, Spears redefiniu a forma como a música popular era percebida por esse público no fim dos anos 1990, escrevendo; "Talvez para jovens queer em busca de referências, Madonna tenha sido uma para a geração passada; as Spice Girls eram ídolos, mas não exatamente realistas. Foi a primeira vez que a geração Y — qualquer pessoa entre 5 e 19 anos em 1998 —, realmente ouviu alguém articular um dos nossos sentimentos com tanta maturidade e ressonância emocional". A revista, ainda, notou que enquanto grupos pop anteriores como New Kids on the Block e Spice Girls "priorizavam personalidades coloridas e músicas cativantes", com Spears "todo esse apelo foi condensado e ampliado, em uma única garota, a qual várias meninas da mesma idade poderiam se identificar", acrescentando: "Em 1999, Britney não se sentia uma celebridade, mas a melhor amiga de uma garota, ou uma irmã mais velha [delas]". Para John Seabrook, autor do livro The Song Machine, "este foi um evento muito significativo na história do pop: o surgimento de Spears como uma espécie de adolescente vizinha, em vez do modelo diva ao estilo Whitney Houston". O jornal britânico The Economist avaliou; "Depois de uma década de rap, rave e rock alternativo, aqui estava algo que tocou direto no coração e na angústia emocional dos adolescentes, oferecido por uma jovem cantora acessível". O editor do The Guardian, Michael Cragg ainda comparou a repercussão do lançamento com outros artistas contemporâneos, nomeadamente Alanis Morissette, sentindo que Spears "apresentou um ângulo diferente da ideia predominante de angústia feminina; esse era um desejo gloriosamente OTT de uma adolescente, encapsulado por uma letra — "Minha solidão está me matando" —, que parece deprimente e perene: 'A música toda é sobre o estresse que todos nós passamos quando adolescentes', considera a cantora".
O sucesso do álbum e de sua canção homônima também foram creditados por reviverem uma vertente mais dançante da música pop nas paradas musicais, conforme Osmar Portilho, do portal brasileiro UOL, explicou; "Abriu portas para a ascensão de uma vertente mais dançante do pop, que, em 1998, era dominado por baladas nas vozes de potentes cantoras. Com Britney, "...Baby One More Time" mostrava uma possibilidade diferente ao gênero, com uma voz mais sussurrada e um tom que agradava aos adolescentes". Analisando a faixa homônima, Cragg escreveu: "Junto com seu igualmente icônico videoclipe ambientado no ensino médio, ela renovou o pop, dando início a um novo som, varrendo de lado os resíduos do grunge e do rock no coração dos EUA, revitalizando as rádios pop e a MTV no processo, antes de consolidar seu compositor e co-produtor Max Martin como um dos expoentes mais influentes da música moderna. No espaço de apenas três minutos e 31 segundos, Spears lançou o pop adolescente millennial, fundindo a diversão familiar e da vizinhança com a boa e velha controvérsia, forjando um modelo para aqueles que a seguiram". Escrevendo para a estação de rádio WRBB, Emma Turney expressou: "Tudo na estreia de Britney significa o início de uma longa carreira, não apenas de um grande disco. [...] Durante todo o tempo '…Baby One More Time fica claro que Britney e sua equipe estavam ansiosos pelo futuro da música pop, e não apenas por recriar os mesmos padrões".
Spears foi creditada por ter começado inadvertidamente e aberto o caminho para a ascensão feminina no pop adolescente entre o final da década de 1990 e início dos anos 2000. Cantoras como Christina Aguilera, Jessica Simpson e Mandy Moore, embora já estivessem desenvolvendo material em 1998, debutaram com sucesso após o êxito de ...Baby One More Time e de seus singles em estabelecer o estilo nas paradas musicais. A revista Nylon apontou que, sua ascensão, "ajudou a estabelecer um novo padrão para o estrelato pop feminino. Spears abriu as comportas para um novo rebanho de artistas: jovens estrelas pop, em sua maioria brancas, muitas vezes loiras, altamente sexualizadas". Na opinião de Cragg, sem o sucesso da cantora, "não existiria Aguilera, nem Katy Perry, nem Charli XCX; Taylor Swift provavelmente ainda estaria cantando músicas country, e Eminem – que chegou em 1999 –, não teria tanto contra o que reclamar". Ele também explanou que, esta dominância, deu ao pop adolescente "sua porta-voz" feminina. Além das citadas, a ascensão de Spears, bem sua sonoridade e o estilo visual, serviu como uma "fórmula" de sucesso que tentou ser emulada por outras cantoras como Willa Ford, Vitamin C e Billie Piper, assim como a brasileira Kelly Key. Em 2003, foi reconhecido pelo Livro Guinness dos Recordes como o álbum mais vendido de todos os tempos por um artista adolescente em carreira solo. A este respeito, Melissa Ruggieri, do Richmond Times-Dispatch, relatou que "antes de completar 20 anos em 2001, Spears já havia vendido mais de 25 milhões de álbuns em todo o mundo".

## Alinhamento de faixas
| ...Baby One More Time – Edição estadunidense |                                                          |                                                    |                                |         |  |
| N.º                                          | Título                                                   | Compositor(es)                                     | Produtor(es)                   | Duração |  |
| 1.                                           | "...Baby One More Time"                                  | Max Martin                                         | Martin Rami                    | 3:30    |  |
| 2.                                           | "(You Drive Me) Crazy"                                   | Jörgen Elofsson Per Magnusson David Kreuger Martin | Magnusson Kreuger Martin       | 3:17    |  |
| 3.                                           | "Sometimes"                                              | Elofsson                                           | Magnusson Kreuger Elofsson [a] | 4:05    |  |
| 4.                                           | "Soda Pop"                                               | Mikey Bassie Eric Foster White                     | White                          | 3:20    |  |
| 5.                                           | "Born to Make You Happy"                                 | Kristian Lundin Andreas Carlsson                   | Lundin                         | 4:03    |  |
| 6.                                           | "From the Bottom of My Broken Heart"                     | White                                              | White                          | 5:11    |  |
| 7.                                           | "I Will Be There"                                        | Martin Carlsson                                    | Martin Rami                    | 3:53    |  |
| 8.                                           | "I Will Still Love You" (com participação de Don Philip) | White                                              | White                          | 4:02    |  |
| 9.                                           | "Thinkin' About You"                                     | Bassie White                                       | White                          | 3:35    |  |
| 10.                                          | "E-Mail My Heart"                                        | White                                              | White                          | 3:41    |  |
| 11.                                          | "The Beat Goes On"                                       | Sonny Bono White                                   | White The All Seeing I [b]     | 3:43    |  |
| Duração total:                               | Duração total:                                           | Duração total:                                     | Duração total:                 | 42:20   |  |

| ...Baby One More Time – Edição Internacional |                      |                            |                            |         |  |
| N.º                                          | Título               | Compositor(es)             | Produtor(es)               | Duração |  |
| 9.                                           | "Deep in My Heart"   | Magnusson Kreuger Carlsson | Magnusson Kreuger          | 3:36    |  |
| 10.                                          | "Thinkin' About You" | Bassie White               | White                      | 3:35    |  |
| 11.                                          | "E-Mail My Heart"    | White                      | White                      | 3:41    |  |
| 12.                                          | "The Beat Goes On"   | Bono White                 | White The All Seeing I [b] | 3:43    |  |
| Duração total:                               | Duração total:       | Duração total:             | Duração total:             | 45:54   |  |

| ...Baby One More Time – Edição asiática (faixas bônus) |                                                     |                           |                                 |         |  |
| N.º                                                    | Título                                              | Compositor(es)            | Produtor(es)                    | Duração |  |
| 13.                                                    | "I'll Never Stop Loving You"                        | Jason Blume Steve Diamond | Magnusson Kreuger               | 3:43    |  |
| 14.                                                    | "...Baby One More Time" (Davidson Ospina Radio Mix) | Martin                    | Martin Rami Davidson Ospina [c] | 3:26    |  |
| Duração total:                                         | Duração total:                                      | Duração total:            | Duração total:                  | 53:23   |  |

| ...Baby One More Time – Edição deluxe japonesa, australiana e de 2003 (faixas bônus) |                                                     |                |                            |         |  |
| N.º                                                                                  | Título                                              | Compositor(es) | Produtor(es)               | Duração |  |
| 13.                                                                                  | "I'll Never Stop Loving You"                        | Blume Diamond  | Magnusson Kreuger          | 3:43    |  |
| 14.                                                                                  | "Autumn Goodbye"                                    | White          | White                      | 3:42    |  |
| 15.                                                                                  | "...Baby One More Time" (Davidson Ospina Radio Mix) | Martin         | Martin Rami Ospina [c]     | 3:26    |  |
| 16.                                                                                  | "...Baby One More Time" (Boy Wunder Radio Mix)      | Martin         | Martin Rami Boy Wunder [c] | 3:27    |  |
| Duração total:                                                                       | Duração total:                                      | Duração total: | Duração total:             | 60:20   |  |

| ...Baby One More Time – Edição limitada sul-coreana (disco bônus) |                                                    |                                   |                                                  |         |  |
| N.º                                                               | Título                                             | Compositor(es)                    | Produtor(es)                                     | Duração |  |
| 1.                                                                | "(You Drive Me) Crazy" (The Stop! Remix)           | Elofsson Magnusson Kreuger Martin | Martin Rami                                      | 3:16    |  |
| 2.                                                                | "(You Drive Me) Crazy" (Spacedust Club Mix)        | Elofsson Magnusson Kreuger Martin | Martin Rami Spacedust [c]                        | 7:20    |  |
| 3.                                                                | "Sometimes" (Soul Solution – Mid Tempo Mix)        | Elofsson                          | Magnusson Kreuger Elofsson [a] Soul Solution [c] | 3:29    |  |
| 4.                                                                | "...Baby One More Time" (Davidson Ospina Club Mix) | Martin                            | Martin Rami Ospina [c]                           | 5:40    |  |
| 5.                                                                | "I'll Never Stop Loving You"                       | Blume Diamond                     | Magnusson Kreuger                                | 3:41    |  |
| 6.                                                                | "I'm So Curious"                                   | Britney Spears White              | White                                            | 3:35    |  |
| Duração total:                                                    | Duração total:                                     | Duração total:                    | Duração total:                                   | 27:01   |  |

| ...Baby One More Time – Edição limitada de Singapura (disco bônus) |                                                     |                                   |                                           |         |  |
| N.º                                                                | Título                                              | Compositor(es)                    | Produtor(es)                              | Duração |  |
| 1.                                                                 | "Born to Make You Happy" (Radio Edit)               | Lundin Carlsson                   | Lundin                                    | 3:35    |  |
| 2.                                                                 | "Born to Make You Happy" (Bonus Remix)              | Lundin Carlsson                   | Lundin                                    | 3:40    |  |
| 3.                                                                 | "(You Drive Me) Crazy" (Jazzy Jim's Hip-Hop Mix)    | Elofsson Magnusson Kreuger Martin | Martin Rami Jazzy Jim [c] Ricky Brown [c] | 3:40    |  |
| 4.                                                                 | "...Baby One More Time" (Answering Machine Message) |                                   |                                           | 0:21    |  |
| Duração total:                                                     | Duração total:                                      | Duração total:                    | Duração total:                            | 11:27   |  |

Notas
- As primeiras edições do álbum apresentam uma mensagem falada por Spears escondida após "The Beat Goes On". Nele, a cantora agradece aos fãs e divulga Millennium, o então próximo álbum dos Backstreet Boys, com trechos de músicas presentes nele.[27]
- "Soda Pop" apareceu originalmente na trilha sonora da série de televisão, Sabrina the Teenage Witch (1998), em uma versão um pouco mais longa.[127]
- ↑a  significa um co-produtor
- ↑b  significa um produtor adicional
- ↑c  significa um remixer

## Equipe e colaboradores
Todo o processo de elaboração de ...Baby One More Time atribui os seguintes créditos:
- Mikey Bassie: vocais (faixa 4)
- Daniel Boom: engenharia de som
- Jimmy Bralower: programação de bateria
- Jason Buckler: produção musical
- Larry Busacca: fotografia
- Andreas Carlsson: vocais de apoio
- Tom Coyne: masterização
- Denniz Pop: produção musical (não creditado)[11]
- Nikki Gregoroff: vocais de apoio
- Nana Hedin: vocais de apoio
- Andy Hess: baixo
- Dean Honer: produção musical
- David Kreuger: produção musical
- Tim Latham: engenharia de som, mixagem
- Tomas Lindberg: baixo
- Kristian Lundin: produção musical
- Per Magnusson: teclados, produção, programação
- Max Martin: vocais de apoio, engenharia de som, teclados, mixagem, produção, programação
- Charles McCrorey: assistência de engenharia de som
- Andrew McIntyre: guitarra elétrica
- Jackie Murphy: direção de arte, design
- Lisa Peardon: fotografia
- Dan Petty: violão, guitarra elétrica
- Doug Petty: teclados
- Don Philip: vocais (faixa 8)
- Rami: produção musical
- Albert Sanchez: fotografia
- Aleese Simmons: vocais de apoio
- Britney Spears: vocais
- Chris Trevett: engenharia, mixagem
- Eric Foster White: arranjo, baixo, programação de bateria, guitarra elétrica, engenharia de som, teclados, mixagem, produção
- Timothy White: fotografia

## Desempenho comercial
Nos Estados Unidos, país nativo de Spears, na edição de 30 de janeiro de 1999, ...Baby One More Time debutou diretamente no topo da Billboard 200. Isso, após vender 120 mil e 500 cópias em sua primeira semana no país e após desbancar Flesh of My Flesh, Blood of My Blood, do rapper DMX, que nele permanecia nas últimas quatro semanas consecutivas. Ao mesmo tempo, naquela atualização, " ...Baby One More Time " subiu para o primeiro lugar na Billboard Hot 100. Com isso, Spears converteu-se no primeiro artista a ocupar o cume simultaneamente de ambas as tabelas musicais mais importantes da nação com um álbum e single de estreia desde que a dupla Kris Kross o fez em 1992. Embora seu então único single tenha permanecido firme na liderança da Billboard Hot 100 na atualização seguinte, a estreia de Made Man, de Silkk The Shocker, forçou ...Baby One More Time a ceder a posição máxima na Billboard 200. No entanto, uma semana depois, veio arrebatá-lo novamente de Chyna Doll, de Foxy Brown, e permaneceu lá por mais duas edições. Em 13 de março, a estreia de FanMail, de TLC, o deslocou do posto, a qual manteve durante as suas primeiras quatro semanas. Até que, em 10 de abril, ...Baby One More Time conseguiu recuperar novamente o ápice do períodico, impedindo que The Slim Shady LP, de Eminem, ocupasse essa posição.

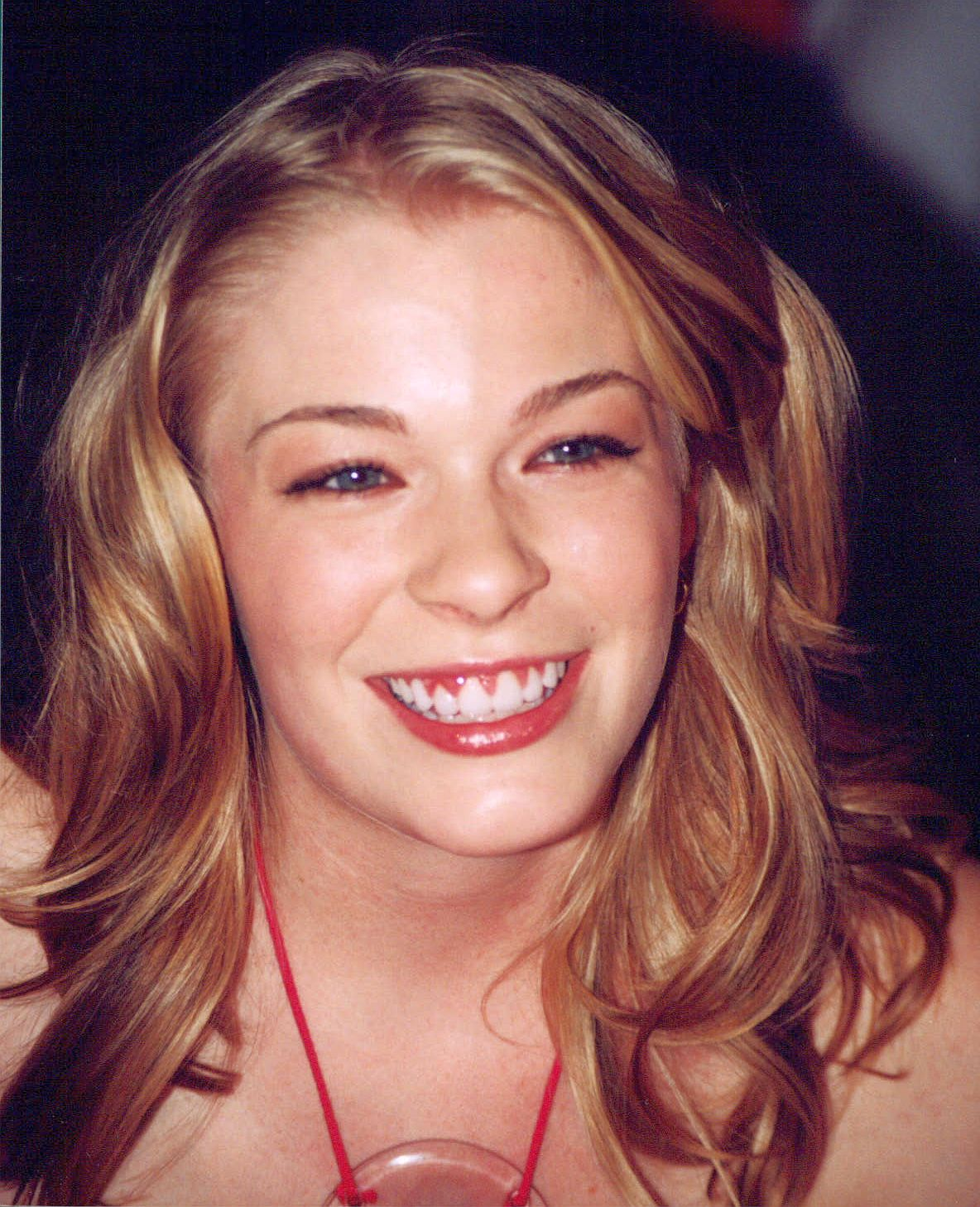
...Baby One More Time superou Blue (1996), de LeAnn Rimes, (foto) como álbum de estúdio mais vendido por um artista adolescente em carreira solo nos Estados Unidos.

Posteriormente, na semana de 24 de abril de 1999, a estreia de I Am..., de Nas, o empurrou para a segunda coloção da Billboard 200. Embora, desde então, ...Baby One More Time não tenha ocupado a lideraça novamente, nos meses seguintes, rapidamente se tornou o álbum de estúdio mais vendido por um artista adolescente em carreira solo na história dos Estados Unidos. Tal feito o fez ultrapassar Blue, de LeAnn Rimes, que após ter sido lançado em 1996, já havia vendido 5 milhões de cópias no país. Em suma, ...Baby One More Time passou seis semanas no topo do periódico, a permanência mais longa nessa posição desde que a trilha sonora do filme Titanic (1998) a ocupou por dezesseis atualizações. Embora Spears voltasse a listar-se nesta posição com cinco de seus próximos seis discos de estúdio — Oops!... I Did It Again (2000), Britney (2001), In the Zone (2003), Circus (2008) e Femme Fatale (2011) —, todos ficariam por apenas uma semana cada, resultado de suas respectivas estreias. Ao todo, ...Baby One More Time totalizou 50 semanas entre os dez primeiros colocados da tabela, um feito que, no âmbito dos discos de estreia de artistas femininas, até então só foi superado por Forever Your Girl (1988), de Paula Abdul, que permaneceu por 64 semanas, desde que foi lançado em 1988. Além disso, no mesmo ranking, foi, ainda, reconhecido como o 16.º álbum feminino com melhor desempenho de todos os tempos.
Em 9 de dezembro de 1999, a obra foi certificada como diamante (10x platina) pela Recording Industry Association of America (RIAA), denotando 10 milhões de réplicas comercializadas em território estadunidense; tal valor converteu Spears, então com 18 anos, na artista mais jovem a alcançar esse nível de certificação, quebrando o recorde de Alanis Morissette, que tinha 21 anos quando seu álbum Jagged Little Pill (1995) foi reconhecido com diamante pela organização. Foi o 14.º disco a comercializar essa quantia no país desde o início das operações da Nielsen SoundScan em 1991, sagrando-se, ainda, como o segundo mais adquirido do ano e Spears na artista feminina que mais vendeu no período. Em 19 de julho de 2004, a certificação foi atualizada para 14 vezes platina, denotando vendas de 14 milhões de exemplares, o que o converteu no 81.º álbum mais adquirido durante toda a primeira década dos anos 2000 e um dos mais vendidos de todos os tempos na região. De acordo com a SoundScan, 10 milhões e 7 mil cópias puras da obra já foram consumidas até maio de 2020, somadas as que foram realizadas nas lojas de música da BMG, esse total se eleva para 12 milhões e 300 mil unidades. De referir que ...Baby One More Time foi também um dos últimos álbuns a vender mais de um milhão de cópias em formato cassete.
Por sua vez, no Canadá, manteve-se no posto máximo durante nove semanas em 1999, o que, no mesmo ano, o levou a receber a certificação de diamante emitida pela associação Music Canada (MC), como acreditação de vendas legais de 1 milhão de cópias na região. Mais tarde, seu sucesso abrangeu também o resto da América, onde ...Baby One More Time foi certificado por suas altas vendas pelas associações musicais da Argentina, México e, especialmente, Brasil, país no qual a Pro-Música Brasil (PMB) reconheceu 250 mil unidades faturadas no território com um certificado de ouro. De forma semelhante, na Oceânia, o trabalho estreou no terceiro posto da tabela de discos da Nova Zelândia. Ao mesmo tempo, na Austrália, o maior mercado musical do continente, estreou no nono lugar, movendo-se para o número dois nove semanas depois. Com a consolidação de suas vendas, foi reconhecido como o 7.º disco mais comprado na nação em 1999. Foi posteriormente certificado com platina quádrupla e platina tripla pelas organizações de vendas de ambas as regiões, respectivamente, representando 140 mil cópias na Austrália pela Australian Recording Industry Association (ARIA) e 45 mil na Nova Zelândia pela Recorded Music NZ (RMNZ).
Ao mesmo tempo, na Europa ...Baby One More Time subiu rapidamente nos rankings semanais de vendas de álbuns no continente e permaneceu, durante muitas semanas, entre os dez mais vendidos em quase todos os países da região, incluindo a Alemanha, Áustria, as regiões de Flandres e Valónia da Bélgica, França, Irlanda, Portugal, Suécia e Suíça. Ao todo, as suas vendas legais em solo europeu superaram 4 milhões e 59 mil réplicas, dos quais foram reconhecidos com quatro certificados de platina pela International Federation of the Phonographic Industry (IFPI), em 2000. No continente, permanece como o disco de maior sucesso comercial da intérprete e o sexto mais vendido em 1999. Em terras britânicas, o trabalho debutou no oitavo posto do UK Albums Chart em 20 de março, movendo-se para a segunda colocação em 5 de fevereiro de 2000 — quase um ano depois de sua estreia na tabela —, que foi o seu melhor resultado. Desde então, a British Phonographic Industry (BPI) reconheceu-o com quatro certificações de platina e, de acordo com a Official Charts Company, foram adquiridas mais de 1 milhão e 200 mil unidades no território. Ao todo, cerca de 30 milhões de cópias da obra foram comercializadas em todo o mundo, tornando-se um dos álbuns que mais venderam de todos os tempos e o mais vendido do catálogo de Spears.
| País — Tabela musical (1999—2000)   | Posição de pico |
| ----------------------------------- | --------------- |
| Argentina (CAPIF)                   | 8               |
| Alemanha (GfK Entertainment Charts) | 1               |
| Austrália (ARIA Charts)             | 2               |
| Áustria (Ö3 Austria Top 40)         | 2               |
| Bélgica (Ultratop 50 de Flandres)   | 2               |
| Bélgica (Ultratop 40 de Valônia)    | 2               |
| Canadá (Canadian Albums Chart)      | 1               |
| Canadá (RPM Albums Chart)           | 1               |
| Dinamarca (Hitlisten)               | 7               |
| Escócia (OCC)                       | 6               |
| Espanha (PROMUSICAE)                | 2               |
| Estados Unidos (Billboard 200)      | 1               |
| Europa (European Top 100 Albums)    | 2               |
| Finlândia (IFPI Finlândia)          | 11              |
| França (SNEP)                       | 4               |
| Grécia (IFPI Grécia)                | 5               |
| Hungria (MAHASZ)                    | 4               |
| Irlanda (IRMA)                      | 1               |
| Itália (FIMI)                       | 8               |
| Japão (Oricon)                      | 9               |
| Malásia (RIM)                       | 3               |
| México (AMPROFON)                   | 1               |
| Noruega (VG-lista)                  | 5               |
| Nova Zelândia (Recorded Music NZ)   | 3               |
| Países Baixos (Dutch Charts)        | 3               |
| Portugal (AFP)                      | 1               |
| Reino Unido (UK Albums Chart)       | 2               |
| República Checa (ČNS IFPI)          | 5               |
| Suécia (Sverigetopplistan)          | 10              |
| Suíça (Schweizer Hitparade)         | 1               |
| Taiwan (IFPI)                       | 1               |

| País — Tabela musical (1990—1999) | Posição |
| --------------------------------- | ------- |
| Estados Unidos (Billboard 200)    | 29      |
| País — Tabela musical (2000—2009) | Posição |
| Estados Unidos (Billboard 200)    | 81      |

| País — Tabela musical                     | Posição |
| ----------------------------------------- | ------- |
| Estados Unidos (Billboard 200)            | 41      |
| Estados Unidos (Billboard 200) (Mulheres) | 16      |

| País — Tabela musical (1999)        | Posição |
| ----------------------------------- | ------- |
| Alemanha (GfK Entertainment Charts) | 8       |
| Austrália (ARIA Charts)             | 7       |
| Áustria (Ö3 Austria Top 40)         | 4       |
| Bélgica (Ultratop 50 de Flandres)   | 3       |
| Bélgica (Ultratop 40 da Valônia)    | 4       |
| Canadá (RPM Albums Chart)           | 2       |
| Dinamarca (Hitlisten)               | 27      |
| Estados Unidos (Billboard 200)      | 2       |
| Europa (European Top 100 Albums)    | 5       |
| França (SNEP)                       | 21      |
| Japão (Oricon)                      | 85      |
| Nova Zelândia (RMNZ)                | 15      |
| Países Baixos (Dutch Charts)        | 11      |
| Reino Unido (UK Albums Chart)       | 14      |
| Suíça (Schweizer Hitparade)         | 11      |
| País — Tabela musical (2000)        | Posição |
| Alemanha (GfK Entertainment Charts) | 61      |
| Austrália (ARIA Charts)             | 94      |
| Bélgica (Ultratop 50 de Flandres)   | 34      |
| Bélgica (Ultratop 40 da Valônia)    | 42      |
| Canadá (Nielsen SoundScan)          | 71      |
| Estados Unidos (Billboard 200)      | 17      |
| Europa (European Top 100 Albums)    | 22      |
| França (SNEP)                       | 45      |
| Países Baixos (Dutch Charts)        | 64      |
| Reino Unido (UK Albums Chart)       | 36      |
| Suíça (Schweizer Hitparade)         | 27      |

| Região                                                                                             | Certificação    | Vendas      |
| -------------------------------------------------------------------------------------------------- | --------------- | ----------- |
| Alemanha (BVMI)                                                                                    | 3× Ouro         | 750 000^    |
| Argentina (CAPIF)                                                                                  | 4× Platina      | 240 000^    |
| Austrália (ARIA)                                                                                   | 4× Platina      | 280 000^    |
| Áustria (IFPI Áustria)                                                                             | Platina         | 50 000*     |
| Bélgica (BEA)                                                                                      | 3× Platina      | 150 000*    |
| Brasil (Pro-Música Brasil)                                                                         | Ouro            | 250 000     |
| Canadá (Music Canada)                                                                              | Diamante        | 1 000 000^  |
| Dinamarca (IFPI Dinamarca)                                                                         | 3× Platina      | 60 000‡     |
| Espanha (PROMUSICAE)                                                                               | 3× Platina      | 300 000^    |
| Estados Unidos (RIAA)                                                                              | 14× Platina     | 14 000 000^ |
| Filipinas (PARI)                                                                                   | 4× Platina      | 200 000^    |
| Finlândia (Musiikkituottajat)                                                                      | Ouro            | 37 865^     |
| França (SNEP)                                                                                      | 2× Platina      | 600 000*    |
| Japão (RIAJ)                                                                                       | Ouro            | 205 780     |
| México (AMPROFON)                                                                                  | 2× Platina+Ouro | 500 000     |
| Nova Zelândia (RIANZ)                                                                              | 3× Platina      | 45 000*     |
| Noruega (IFPI Noruega)                                                                             | Platina         | 50 000*     |
| Países Baixos (NVPI)                                                                               | 3× Platina      | 300 000^    |
| Polônia (ZPAV)                                                                                     | Platina         | 100 000*    |
| Reino Unido (BPI)                                                                                  | 4× Platina      | 1 210 000   |
| Suécia (GLF)                                                                                       | Platina         | 80 000^     |
| Suíça (IFPI Suíça)                                                                                 | 2× Platina      | 100 000^    |
| Resumos                                                                                            |                 |             |
| Europa (IFPI)                                                                                      | 4× Platina      | 4 000 000*  |
| Mundo                                                                                              | —               | 30 000 000  |
| *números de vendas baseados somente na certificação ^distribuições baseadas apenas na certificação |                 |             |

## Histórico de lançamento
| Região         | Data                    | Formato(s)                                | Edição | Gravadora | Ref.            |
| -------------- | ----------------------- | ----------------------------------------- | ------ | --------- | --------------- |
| Estados Unidos | 12 de janeiro de 1999   | Cassete CD                                | Padrão | Jive      | [ 37 ]          |
| Japão          | 24 de fevereiro de 1999 | CD                                        | Deluxe | Avex Trax | [ 239 ]         |
| Alemanha       | 8 de março de 1999      | CD                                        | Padrão | BMG       | [ 240 ]         |
| Reino Unido    | 8 de março de 1999      | Cassete CD                                | Padrão | Jive      | [ 241 ] [ 242 ] |
| Argentina      | 17 de março de 1999     | CD                                        | Padrão | EMI       | [ 243 ]         |
| França         | 9 de abril de 1999      | CD                                        | Padrão | Jive      | [ 244 ]         |
| Austrália      | 23 de novembro de 1999  | CD                                        | Deluxe | BMG       | [ 159 ]         |
| Polônia        | 8 de maio de 1999       | Download digital                          | Deluxe | BMG       | [ 245 ]         |
| Alemanha       | 30 de junho de 1999     | CD                                        | Deluxe | BMG       | [ 246 ]         |
| França         | 14 de outubro de 1999   | CD                                        | Deluxe | Jive      | [ 247 ]         |
| Estados Unidos | 25 de dezembro de 1999  | Download digital                          | Deluxe | Jive      | [ 248 ]         |
| Estados Unidos | 3 de novembro de 2000   | Vinil (exclusivo para o Urban Outfitters) | Padrão | Legacy    | [ 38 ]          |
| Vários         | 28 de novembro de 2018  | (exclusivo para a Target)                 | Padrão | Legacy    | [ 249 ]         |
| Austrália      | 31 de março de 2023     | Vinil de cor rosa opaco                   | Padrão | Sony      | [ 250 ]         |
| Alemanha       | 31 de março de 2023     | Vinil de cor rosa opaco                   | Padrão | Sony      | [ 251 ]         |
| México         | 31 de março de 2023     | Vinil de cor rosa opaco                   | Padrão | Sony      | [ 252 ]         |
| Polônia        | 31 de março de 2023     | Vinil de cor rosa opaco                   | Padrão | Sony      | [ 253 ]         |
| Reino Unido    | 31 de março de 2023     | Vinil de cor rosa opaco                   | Padrão | Sony      | [ 254 ]         |
| Estados Unidos | 31 de março de 2023     | Vinil preto                               | Padrão | Legacy    | [ 255 ]         |